# 훙두 L-15
홍두 L-15(猎鹰)는 중국이 고등훈련기 겸 전투능력을 보유한 경공격기 생산을 목표로 러시아의 YAK-130을 모델로 카피 제작한 기종이 홍두 L-15이다. 한국의 FA-50이나 러시아의 YAK-130 기종과 비교된다.

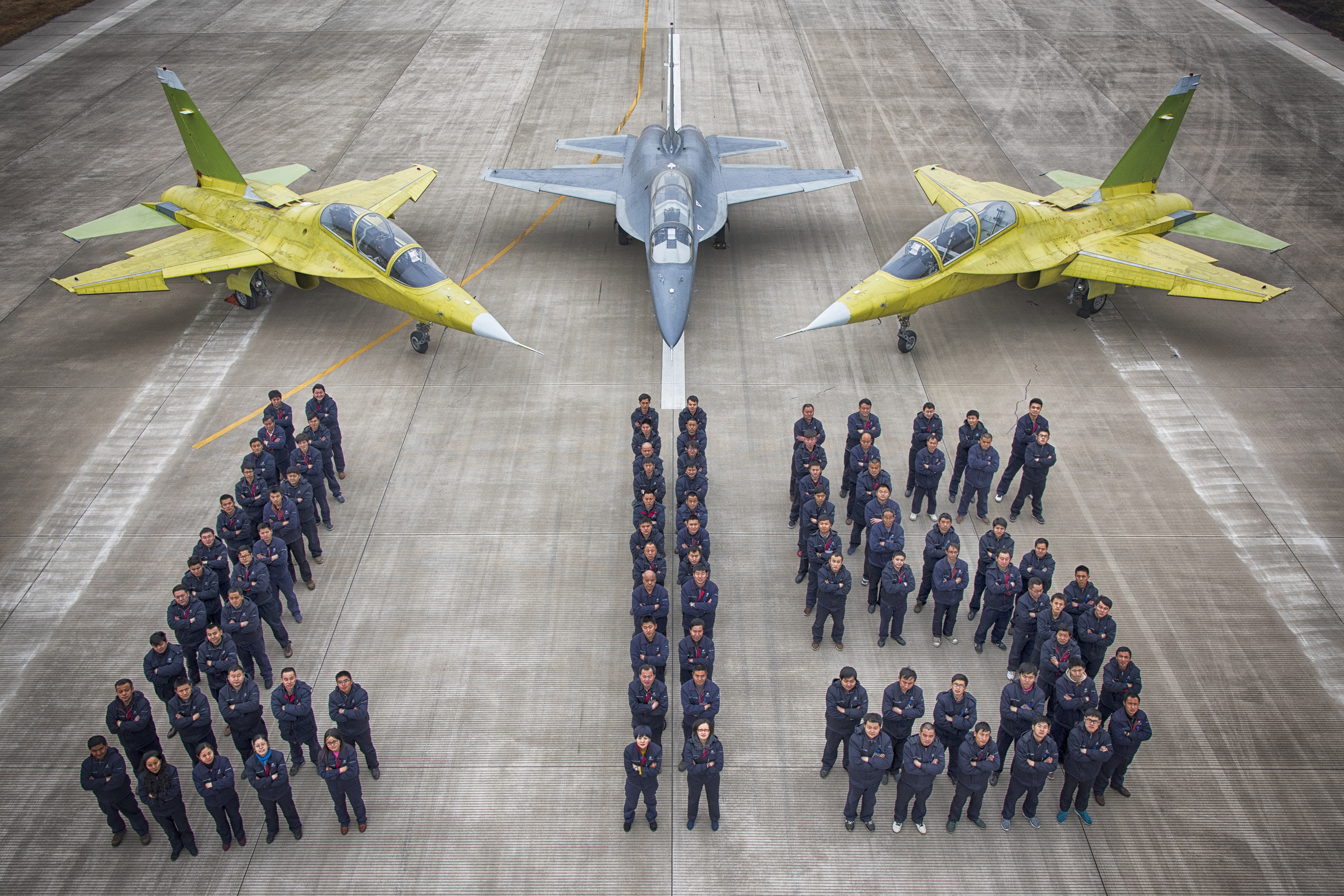

## 개발
중국은 2000년대부터 첨단무기의 격차를 극복하기 위해 4세대 전투기와 엔진등을 자체 개발하는 성과를 보였다. 그리고 러시아의 기술지원을 받아 L-15를 제작하였다. L-15는 러시아의 고등훈련기인 YAK-130과 매우 유사하며 크기는 FA-50과 비슷하다.
가격은 170억원대(2008년)로 F-16A/B나 MIG-29A와 비슷한 수준이다.

## 엔진

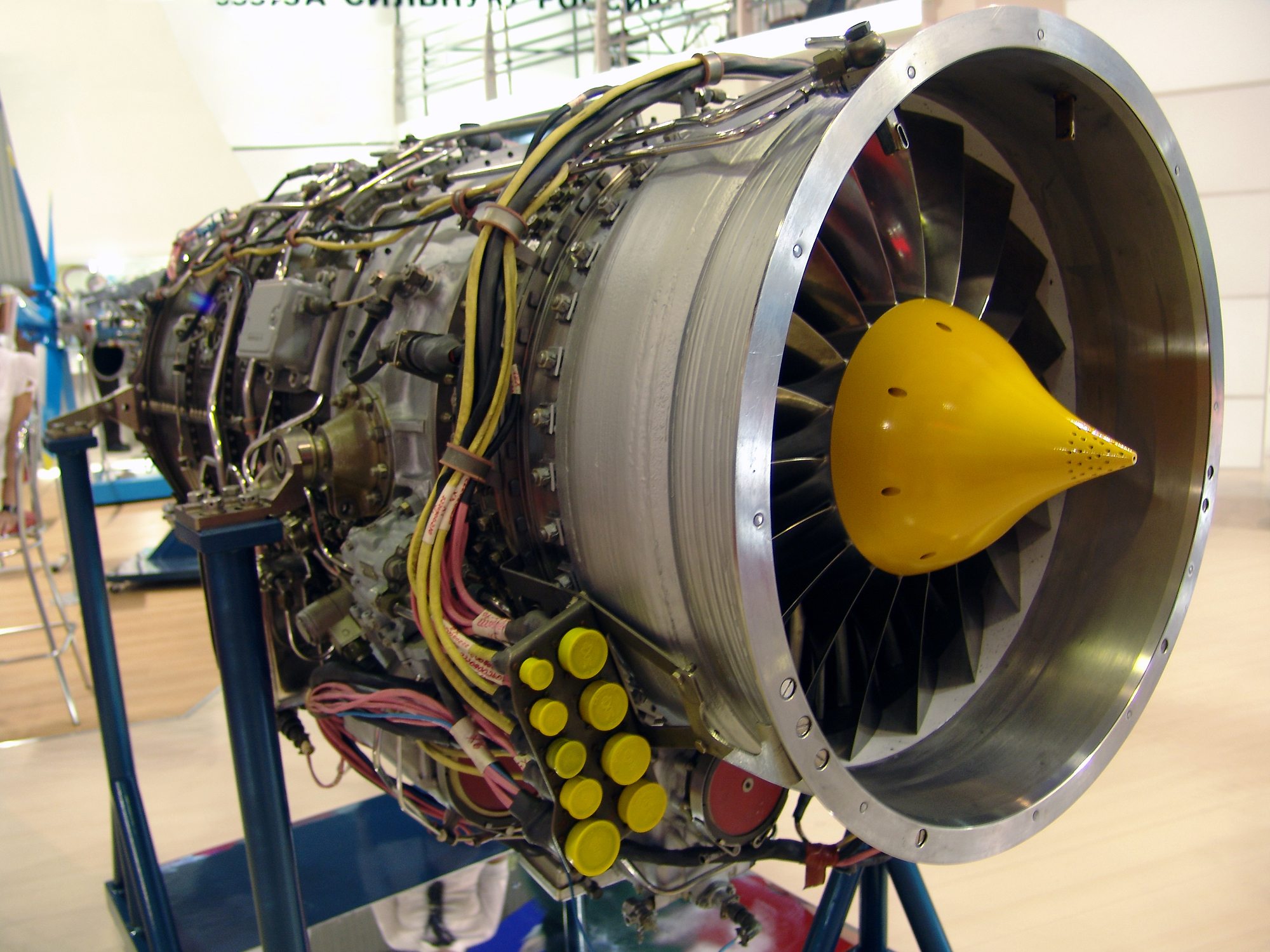
우크라이나제 엔진 AI-222

우크라이나제 엔진인 AI-222를 사용한 것으로 알려진다. 러시아의 YAK-130 기체도 이 엔진을 탑재하고 있다.
홍두 L-15는 AI-222-25,AI-222-25F 두 엔진을 각각 사용한다고 한다. 기본 추력은 24kN이며 최대 추력은 41.2kN라고 한다.

## 제원

### 일반 특성
승무원 : 2
길이 : 12.27 m (40.256 피트)
날개 길이 : 9.48 m (31.1 피트)
높이 : 4.81 m (15.78 피트)
공허 중량 : 4,500kg (9,920 파운드)
탑재 중량 : 6,500kg (14,300 파운드)
최대. 이륙 중량 : 9,500kg (20,900 파운드)
엔진 : 2 × Ivchenko 진행 AI-222K-25 AJT 모델에 대한 Ivchenko 진행 AI-222K-25F의 재연의 터보 팬 리프트 모델

### 성능
- 최대 속도 : 마하 1.4 (924.1 mph)
- 전투 반경 : 550+ km 이상 (이상 340+ 마일)
- 순항 거리 : 3,100km (1,926마일)
- 최대 고도 : 16,000m (5만2천5백피트)
- 상승 속도 : > 200m / s의 (재연) (> 39,370피트 / 분)
- 전자장비 : 미공개 PESA의 레이다

## 같이 보기
- T-50
- JL-9